# Келасури (Гульрипшский район, Цебельда)
Келасу́ри (груз. კელასური) или Абгыдзра (абх. Абгыӡра) — село в Абхазии, в Гулрыпшском районе частично признанной Республики Абхазия, согласно административному делению Грузии — в Гульрипшском муниципалитете Абхазской Автономной Республики.
Село Келасури переименовано правительством Республики Абхазия в Абгыдзра, что не признаётся правительством Грузии. Топоним происходит от слова Абгыдзара (абх. Абгыӡара) — букв. «Кизиловая роща» (от абгыӡар — «кизил» и суффикса -ра — значение множественности, собирательности).

## Население
В 1959 году в селе Келасури жило 22 человека, в основном армяне (в Азанском сельсовете в целом — 778 человек, в основном грузины, кроме преимущественно армянских сёл Аблухвара и Келасури). В 1989 году в селе жило 4 человека, также в основном армяне.